# Henri Diddaert
Henri Diddaert, né à Anvers le 4 avril 1819 et mort dans la même ville le 6 décembre 1893, est un peintre belge.
Son champ pictural couvre essentiellement les scènes de genre et les intérieurs.

## Biographie

### Famille
Henri (Henri Joseph) Diddaert, né à Anvers le 4 avril 1819, est le fils d'Antoine François Diddaert, peintre en meubles (né à Anvers en 1789), et de Jeanne Françoise Bosch, née à Amsterdam (1792-1841). Le 20 septembre 1862, il épouse à Anvers Geneviève Catherine Tielemans (1835-1901).

### Formation
Étudiant à l'Académie royale des beaux-arts d'Anvers, Henri Diddaert est l'élève d'Eugène de Block. Le 6 avril 1834, il remporte, à quinze ans, le concours de gravure organisé par l'Académie, dans le cadre du Salon d'Anvers, grâce à son dessin Hercule et Diomède, d'après le graveur danois Georg Haas.

### Carrière
Henri Diddaert expose pour la première fois, au Salon de Bruxelles de 1845, un tableau intitulé Le Fripier et ses pratiques, une scène de genre.
Jusqu'en 1866, Henri Diddaert expose dans quinze salons triennaux belges, à Anvers, Bruxelles et Gand. Il envoie ensuite ses œuvres aux expositions du Cercle artistique de Bruxelles jusqu'en 1889. 
Henri Diddaert meurt à l'âge de 74 ans, rue des Princes, no 14, à Anvers, le 6 décembre 1893.

## Œuvre

### Thèmes
Son champ pictural couvre les scènes de genre et les intérieurs. Lorsqu'il expose Le Fripier et ses pratiques au Salon de Bruxelles de 1845, le critique Victor Joly le juge comme un assez bon tableau d'intérieur, mais dont l'expression des figures est quelque peu outrée, jusqu'à la grimace. Au Salon de Gand de 1847, le quotidien Den Vaderlander estime que grâce à sa toile Une partie de musique, l'artiste est sur la bonne voie et attire l'œil des connaisseurs. Les figures sont grâcieuses et naturelles, comme celle du vieux musicien avec une guitare. La lumière est bien distribuée et la perspective exacte.

### Galerie

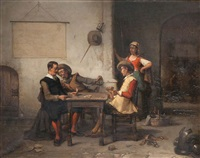
La Partie de cartes.
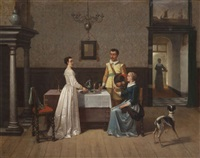
Scène d'intérieur.
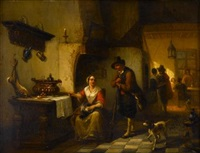
Scène d'intérieur.
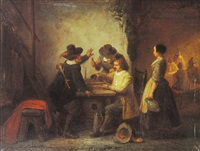
À l'auberge.

### Expositions

#### Belgique
- Salon de Bruxelles de 1845 : Le Fripier et ses pratiques[4].
- Salon d'Anvers de 1846 : Une conversation[8].
- Salon de Gand (XXe) de 1847 : Une partie de musique et Le Cabaretier minutieux[9].
- Salon d'Anvers de 1849 : Une partie de musique[10].
- Salon d'Anvers de 1852 : L'Indiscret[11].
- Salon de Gand (XXIIe) de 1853 : L'Aveugle et sa fille recevant l'aumône dans une auberge[12].
- Salon de Bruxelles de 1854 : Visite d'atelier[13].
- Salon d'Anvers de 1855 : Une visite d'atelier et La Première inspiration[14].
- Salon d'Anvers de 1858 : La Visite et La Lutte après le jeu[15].
- Salon de Gand (XXIVe) de 1859 : La Visite[16].
- Salon de Bruxelles de 1860 : Le Jeu de cartes[13].
- Salon de Bruxelles de 1863 : Avant la distribution des prix et Après le dîner[17].
- Salon d'Anvers de 1864 : Taverne flamande au XVIe siècle[18].
- Salon de Bruxelles de 1866 : La Servante[19].